# Barney Bubbles
Barney Bubbles (* 30. Juli 1942 in Whitton, Middlesex (heute Greater London) als Colin Fulcher; † 14. November 1983 in London) war ein englischer Grafiker und Designer. Bekannt wurde er vor allem durch seine Plattencover und Poster für zahlreiche Rockbands und Musiker der 1970er Jahre.

## Biografie
Nach seinem Design-Studium am Twickenham College of Technology arbeitete Fulcher ab 1963 für verschiedene Firmen. 1965–66 organisierte er mit Studienkollegen unter dem Namen „A1 Good Guyz“ Happenings, Partys und andere Events. 

### Frühe Arbeiten
1967 verwendete er erstmals den Künstlernamen Barney Bubbles, als er eine Lightshow bediente, deren Projektionseffekte an bunte Seifenblasen erinnerte. Die Lightshow wurde bei Rockkonzerten von Bands wie The Gun und Quintessence benutzt, wenn sie im Roundhouse, dem Middle Earth Club oder anderen Treffpunkten der Underground-Kultur des Swinging London auftraten. 
Mit Studienkollegen übernahm er zudem Design-Aufträge, etwa das Redesign des Motor Racing-Magazins oder das Design der 12. Ausgabe des Magazins Oz, bekannt als The Tax Dodge Special und veröffentlicht im Mai 1968.
1969 gründete Bubbles mit einigen Kollegen das Design-Studio „Teenburger Designs“, das hauptsächlich für die Musikindustrie arbeitete. Sein erstes Plattencover entwarf er 1969 für die LP In Blissful Company von Quintessence. Es folgten weitere Plattencover, zum Beispiel für die Bands Brinsley Schwarz, Red Dirt, Cressida, Gracious!  und Dr Z.

### Hawkwind
Nach dem Ende von Teenburger Designs im Jahr 1970 arbeitete Bubbles für das Magazin Friends (später umbenannt in Frendz). Er kreierte eine Reihe von Plattencovers für Hawkwind, darunter X In Search of Space (1971), Doremi Fasol Latido (1972) und Space Ritual (1973). Daneben schuf er Poster, Anzeigen und Bühnendekorationen für die Band, der er so zu einem durchgängigen visuellen Erscheinungsbild verhalf. 1972 gestaltete er das aufwändige Dreifachalbum Glastonbury Fayre.
Ab 1973 arbeitete Bubbles zunehmend anonym oder unter Pseudonymen. Zu den Bands und Musikern, für die er jetzt tätig war, gehörten unter anderem die Sutherland Brothers & Quiver, Kevin Coyne, The Edgar Broughton Band, Chilli Willi and the Red Hot Peppers, die Kursaal Flyers und Michael Moorcock and the Deep Fix.
1976 endete seine Zusammenarbeit mit Hawkwind. 1978 gab es noch einmal ein gemeinsames Projekt, Hawklords, ansonsten blieb Bubbles nur mit dem Saxofonisten Nik Turner in Verbindung.

### Stiff, Radar und F-Beat
1977 begann Bubbles, als Designer und Art Director für Stiff Records zu arbeiten. Zu seinen Kunden gehörten nun The Damned, Elvis Costello, Ian Dury und Wreckless Eric, für die er Plattencover und Anzeigen gestaltete.
Als Stiff-Mitbegründer Jake Riviera Ende 1977 zu Radar Records wechselte, ging Bubbles mit ihm. Die beiden blieben auch zusammen, als Riviera 1979 sein eigenes Label F-Beat Records gründete. In diesem Kontext schuf Bubbles Designs für Künstler wie Elvis Costello, Nick Lowe, Carlene Carter und Clive Langer & The Boxes. Zudem blieb Bubbles auch freiberuflich tätig und kreierte Plattencover und anderes Material für zahlreiche Label, Manager und Künstler.

## Musikvideos
Barney Bubbles führte bei einigen Musikvideos Regie, etwa für Ghost Town von The Specials, Is That Love und Tempted von Squeeze, Clubland und New Lace Sleeves von Elvis Costello sowie The Lunatics (Have Taken Over the Asylum) von Fun Boy Three.

## Sonstige Arbeiten
1978 war Bubbles verantwortlich für das Redesign des Musikmagazins New Musical Express. 1979 entwarf er Katalog und Poster für die Ausstellung „Lives“ in der Hayward Gallery. Anfang der 1980er entwarf Bubbles Möbel, von denen einige 1981 im Magazin „The Face“ vorgestellt wurden. 1982 gestaltete er mit Nik Turner das Album Ersatz, das unter dem Namen „The Imperial Pompadours“ erschien. Er begann auch wieder verstärkt zu malen.

## Tod
Barney Bubbles hatte zunehmend mit Problemen zu kämpfen. Entwürfe wurden abgelehnt, die Steuerbehörden verlangten Nachzahlungen, und er litt an bipolarer Störung. Am 14. November 1983 nahm sich Barney Bubbles durch Abgase das Leben.

## Nachwirkung
2001 fand in der Londoner Galerie Artomatic eine erste Ausstellung von Barney Bubbles’ Werken statt, organisiert vom Art-Design-Team Rebecca And Mike.
2008 erschien die Biografie Reasons to be Cheerful: The Life & Work Of Barney Bubbles von Paul Gorman, die vom britischen Musikmagazin Mojo als „Book Of The Year“ ausgezeichnet wurde. Eine überarbeitete Neuauflage erschien 2010 zur Ausstellung Process: The Working Practices of Barney Bubbles in der Londoner Gallery Chelsea Space; die Ausstellung wurde von Gorman organisiert.
Im Januar 2012 strahlte BBC Radio 4 die Dokumentation In Search Of Barney Bubbles aus, geschrieben und produziert von Mark Hodkinson.
Im Sommer 2012 präsentierte Gorman mit The Past, The Present & The Possible 250 von Bubbles’ Werken innerhalb der Ausstellung „White Noise“ auf dem 23. „International Poster & Graphic Design Festival“ in Chaumont, Frankreich. Die französische Zeitschrift Étapes widmete Bubbles zu diesem Anlass einen 10-seitigen Artikel "Génération Bubbles!" sowie die Titelseite.